# Philipp Mainländer
Philipp Mainländer (Offenbach am Main, 5 oktober 1841 – aldaar, 1 april 1876) was een Duitse dichter en filosoof. Mainländer zag het als zijn levensopgave om de filosofie van Schopenhauer te zuiveren, "de vergankelijke gedachtes van de onsterfelijke te scheiden"; de resulterende kritiek heeft een grote invloed gehad op Nietzsches filosofische ontwikkeling.

## Levensloop
Mainländer groeide op in een christelijke omgeving. Zijn moeder was streng calvinistisch, zijn vader luthers, en zijn grootmoeder las veelvuldig de christelijke mystici. Mainländer zou het als zijn missie gaan zien om de christelijke heilswaarheid van alle bovennatuurlijke elementen te ontdoen. Waarschijnlijk heeft Spinoza bijgedragen aan zijn naturalistische wereldbeeld:

Het was alsof duizend sluiers van mijn ogen vielen, alsof ondoordringbare ochtendmist verdampte en ik voor het eerst de zon zag opkomen. Ik was slechts zeventien jaar, en ik moet de keuze van het lot prijzen dat het eerste filosofische werk dat in mijn handen gedrukt werd het traktaat van deze grote man was.

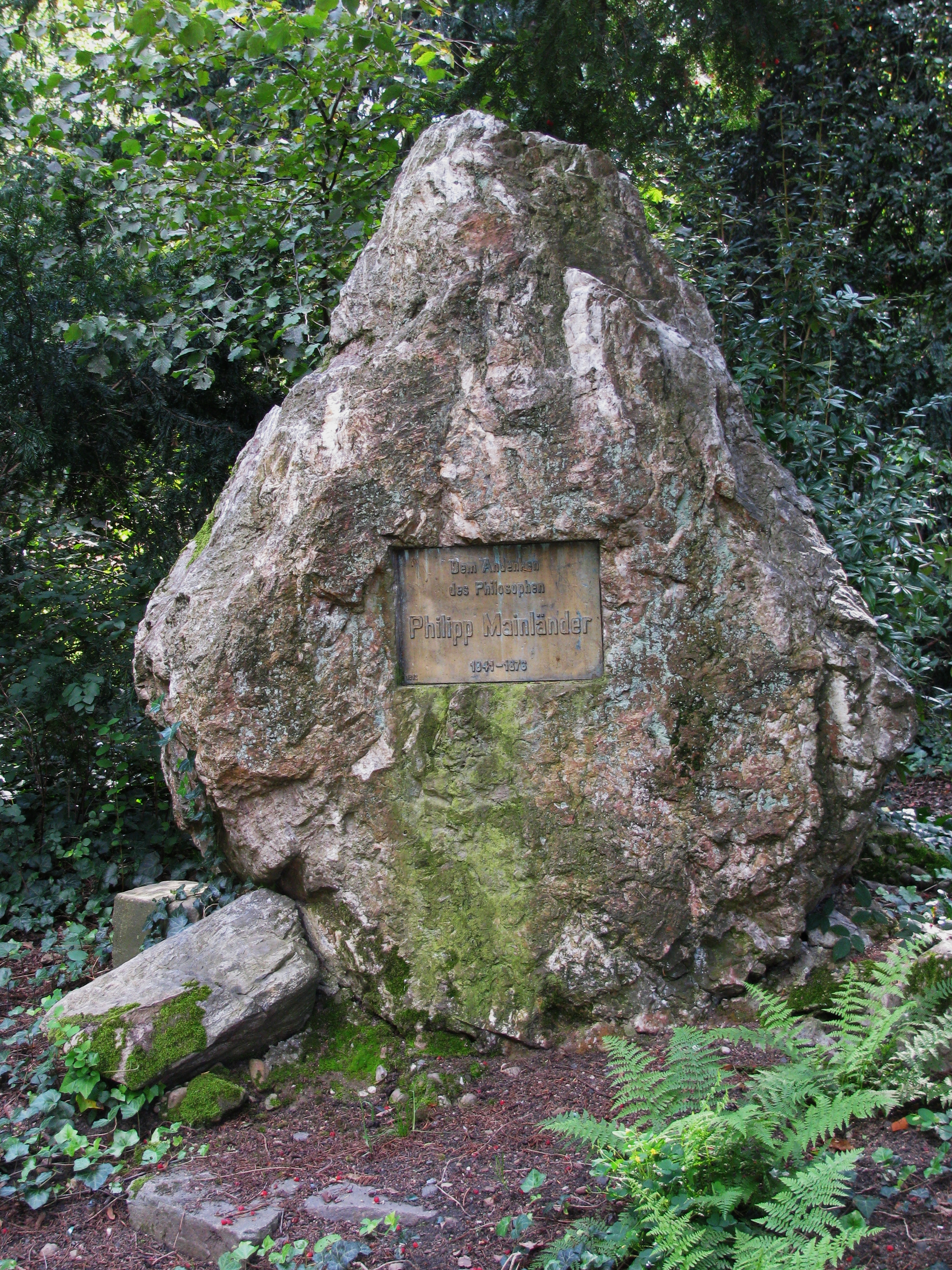
Een particulier initiatief ter aandenken van Mainländer. Het monument werd betaald door burgers die waren geraakt door zijn filosofie.

Mainländer was niet alleen sceptisch jegens het traditionele theïsme, maar ook Spinoza's pantheïsme. “Ik voelde dat ik nooit vrede zou hebben met een God in de wereld.”
Vanaf 1858 leefde Mainländer in Napels, Italië, waar hij de werken van de grote Italiaanse dichters leerde kennen. Hij las Dante, Petrarca, Boccaccio en waardeerde bovenal Leopardi. Zijn vijf Napolitaanse jaren zou hij later beschrijven als de gelukkigste van zijn leven.
In deze periode kwam Mainländer bij toeval in aanraking met Schopenhauers hoofdwerk, Die Welt als Wille und Vorstellung, en zag de dag waarop dit plaatsvond als "de belangrijkste van mijn leven."
In 1863 keerde Mainländer terug naar Duitsland. In hetzelfde jaar schreef hij zijn grootste dichtwerk Die letzten Hohenstaufen ("De laatste Hohenstaufen"). Het overlijden van zijn moeder twee jaar later, op de dag van zijn 24ste verjaardag, was een grote emotionele slag – sommigen zien in hun hechte band een onopgelost oedipuscomplex.

### Ontwikkeling vanDie Philosophie der Erlösung
Ondanks dat zijn ouders hem vrijgekocht hadden van de militaire dienstplicht, stuurde Mainländer op 6 april 1874 een direct verzoek aan de Duitse keizer Wilhelm I, om alsnog te ondergaan waar de gewone man niet aan ontkomen kan. De keizer willigde dit verzoek in, en hij zou na de zomer zijn intrede doen bij de kurassiers in Halberstadt.
In de daarop volgende maanden werkt Mainländer zijn aantekeningen om tot zijn filosofische hoofdwerk, Die Philosophie der Erlösung, wat als een van de meest radicale werken ooit te boek staat. Hij beschreef zijn gevoelens als volgt:

Ik voelde me gezegend dat ik een goed zwaard gesmeed had, maar tegelijkertijd huiverde ik bij het betreden van een nieuwe weg, die gevaarlijker is dan welke filosoof ook voor mij. Ik viel reuzen en draken aan, alles wat bestaat, alles wat heilig en eerbiedwaardig is in de staat en wetenschap: God, het monster 'de oneindigheid', de soorten, de natuurkrachten, de moderne staat, en liet in mijn splinternaakte atheïsme alleen nog het individu en egoïsme gelden. Maar nee: boven hen lag de glans van de voorwereldse eenheid, God, de onstuitbare drang, die alle in een dynamische samenhang staande dingen leidt, of, om het als Christus uit te drukken: de heilige geest, de grootste en belangrijkste van de drie goddelijke wezens. Ja, het lag 'broedend met duivenvleugels' over het enige reële in de wereld, het individu en zijn egoïsme, totdat het opgelost is in eeuwige vrede, het absolute niets.

Wat volgt is een intensief leven; in zijn autobiografie vinden we een "fascinerend portret van het leven van een cavaleriesoldaat." Na een jaar gediend te hebben, vertrekt Mainländer in november 1875 om gezondheids- en familieredenen.
Hoewel hij lichamelijk aan het einde van zijn krachten was, behoorden de daarop volgende maanden tot de meest productieve van zijn leven. Hij wendde zijn laatste krachten aan tot het schrijven van een novelle, twee dramastukken, en twaalf filosofische essays.

## Ontvangstgeschiedenis
Een van de eerste lezers van Mainländer was Friedrich Nietzsche. Nog voor de eerste recensie verschenen was begon Nietzsche, op 6 december 1876, Mainländers filosofische hoofdwerk te lezen. Nietzsche, die tot dan toe aanhanger was geweest van de filosofie van Schopenhauer, werd door de scherpe kritiek gedwongen zijn positie te herzien. Enkele dagen later, op 19 december, bekende hij dat hij niet langer diens filosofie kon onderschrijven. De thema's van Mainländer, zoals de dood van God, werden door Nietzsche verwerkt in zijn eigen boeken. Sommigen hebben daarom Nietzsche van plagiaat beschuldigd. Nietzsche las ook met interesse de schaarse boeken over Mainländer, zoals Mainländer, een nieuwe messias (Max Seiling).
De eerste prominente socialist van Nederland, Ferdinand Domela Nieuwenhuis, was een vroege lezer van "de Wijsbegeerte der Verlossing". Hij schreef daarover "Het boek van Mainländer, zoo vol van kennis en doorzicht, geeft veel stof tot nadenken en niemand zal de lezing van die 623 bladzijden, waaruit het bestaat, hebben voltooid, zonder zijn geest te hebben verrijkt."
Alfred Kubin, van Der Blaue Reiter, was een bewonderaar van Mainländer. Hij schreef daarover, "dit werk – dat mijn eigenlijke gedachtes uitspreekt en mij sterkt en vormt – deze filosofie, vormt de troost van mijn leven en sterven."
Emil Cioran was zeer onder de indruk van het werk van Mainländer. Cioran leerde Mainländer kennen door een essay van Jorge Luis Borges waarin de Argenstijnse schrijver Mainländer noemde, en begon een briefwisseling over hem met Borges.
- Biblioteca Nacional de España: XX1670251
- Bibliothèque nationale de France: cb13176142v (data)
- Catàleg d'autoritats de noms i títols de Catalunya: 981058510537006706
- Gemeinsame Normdatei: 119130181
- International Standard Name Identifier: 0000 0000 8156 7527
- Library of Congress Control Number: nr2001049299
- Nationale Bibliotheek van Polen: a0000001764350
- Nederlandse Thesaurus van Auteursnamen: 167015052
- Système universitaire de documentation: 035238984
- Virtual International Authority File: 76454414
- WorldCat: E39PBJvMDQTbp47jmpwktHwt8C